# Darren Soto
Pour les articles homonymes, voir Soto.
Darren Soto, né le 25 février 1978 à Ringwood (New Jersey), est un homme politique américain, élu démocrate de Floride à la Chambre des représentants des États-Unis lors des élections de 2016.

## Biographie

### Jeunesse et débuts en politique
Darren Soto est originaire du New Jersey. Diplômé d'un baccalauréat en économie de Rutgers en 2000 et d'un doctorat de droit en 2004 à l'université George-Washington, il devient avocat en Floride.
Il est élu à la Chambre des représentants de Floride en 2006 puis au Sénat de Floride à partir de 2012. Il y est notamment connu pour son travail bipartisan.

### Représentants des États-Unis
En 2016, il se présente à la Chambre des représentants des États-Unis dans le 9e district de Floride, pour succéder à Alan Grayson, candidat au Sénat. Il remporte la primaire démocrate avec 36 % des voix, devant Susannah Randolph (ancienne assistante de Grayson) et Dena Grayson (femme de Grayson) qui réunissent chacune 28 %. Il bénéficie de la division des voix progressistes entre Randolph et Grayson ainsi que du vote des nombreux porto-ricains de la région d'Orlando. Il devient alors le favori dans ce district du centre de la Floride plutôt favorable aux démocrates. Il est élu représentant avec environ 58 % des suffrages face au républicain Wayne Liebnitzky. Il est le premier élu de Floride au Congrès d'origine porto-ricaine.
Après le passage de l'ouragan Maria qui dévaste Porto Rico, il s'implique dans l'installation de nombreux porto-américains dans la région d'Orlando.
Lors des élections 2018, Grayson tente de récupérer son ancien siège après sa défaite au Sénat. Soto remporte facilement la primaire avec 66 % des voix. En novembre, il est réélu avec environ 57 % des suffrages face au républicain Wayne Liebnitzky.